# كريس فيرمولين
كريس فيرمولين (بالإنجليزية: Chris Vermeulen)‏ مواليد 19 يونيو 1982 في بريزبان، هو متسابق دراجات نارية أسترالي فاز ببطولة العالم للسوبرسبورت. نافس في بطولة العالم للسوبربايك وبطولة العالم للموتو جي بي.

## وصلات خارجية
- كريس فيرمولين على موقع MotoGP.com (الإنجليزية)
- كريس فيرمولين على موقع WorldSBK.com (الإنجليزية)

- الموقع الإلكتروني